# Bab el-Khemis (Marrakech)
Bab el-Khemis (en árabe: باب الخميس, lit: 'Puerta del Jueves') es la principal puerta norte de la medina amurallada de Marrakech, Marruecos.

## Historia y ubicación
La puerta está situada en la esquina norte/noreste de las murallas de la ciudad y data de alrededor del año 1126 d. C., cuando el emir almorávide Alíben Yusuf construyó las primeras murallas de la ciudad. Originalmente se conocía como Bab Fes ("Puerta de Fez"), pero este nombre, aparentemente, se perdió durante la era meriní. La puerta sufrió una renovación importante entre 1803 y 1804 por orden del sultán Sulaymán, como lo demuestra una inscripción de mármol encontrada en su interior.
El nombre actual de la puerta (el-Khemis) hace referencia al zoco o mercado al aire libre que históricamente tenía lugar aquí todos los jueves (al-Khamis en árabe). En la actualidad, el mercado continúa abierto casi toda la semana justo afuera de la puerta,  mientras que un mercado de pulgas permanente, Souk al-Khemis, se ha instalado unos cientos de metros al norte. También justo afuera de la puerta hay una qubba (mausoleo abovedado) que alberga la tumba de un morabito local o valí.

## Arquitectura
La entrada exterior de la puerta está flanqueada a ambos lados por bastiones cuadrados. El paso de la puerta consistía originalmente en una entrada curva que efectuaba un único giro de 90 grados; uno entraba a la puerta desde el norte y luego salía hacia el oeste, hacia la ciudad. Según la leyenda, las hojas de la puerta fueron traídas desde Al-Ándalus por el victorioso Yusuf ben Tasufín. Durante la época almohade la puerta fue ampliada de tal manera que su paso efectuaba tres giros más en ángulo recto antes de salir hacia el sur. Esto le dio una forma y disposición similar a varias otras puertas almohades importantes como la Bab er-Rouah, en Rabat. El contorno de la salida original de la puerta, hoy tapiada, todavía se puede ver en su muro interior occidental.
En algún momento del siglo xx, el muro interior del paso se abrió para permitir un paso directo a través de la puerta con el fin de facilitar el tráfico pesado en la zona, dando lugar a la forma actual de la puerta.

## Galería

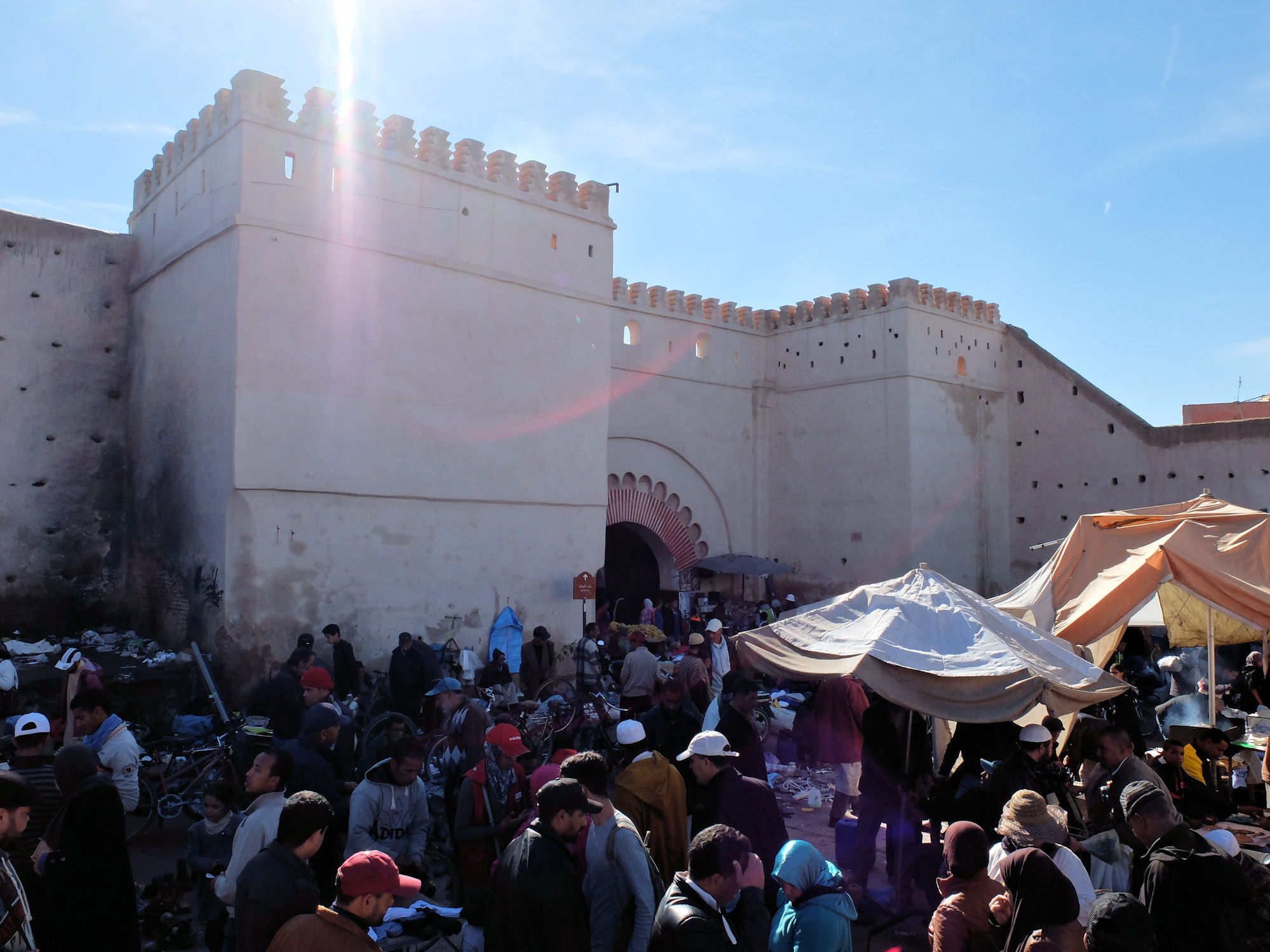
La fachada exterior (norte) de Bab el-Khemis.
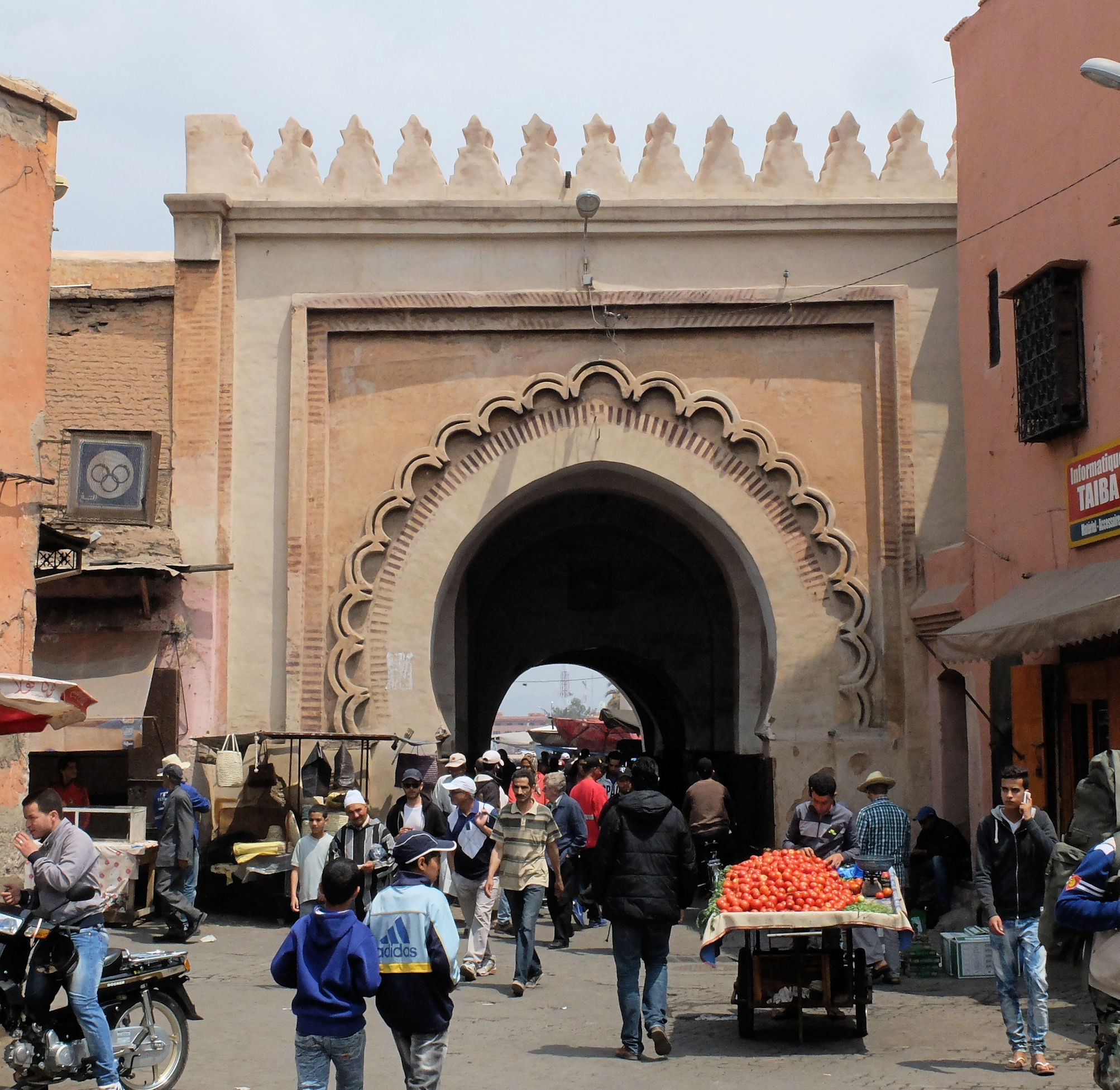
La fachada interior (sur) de Bab el-Khemis.
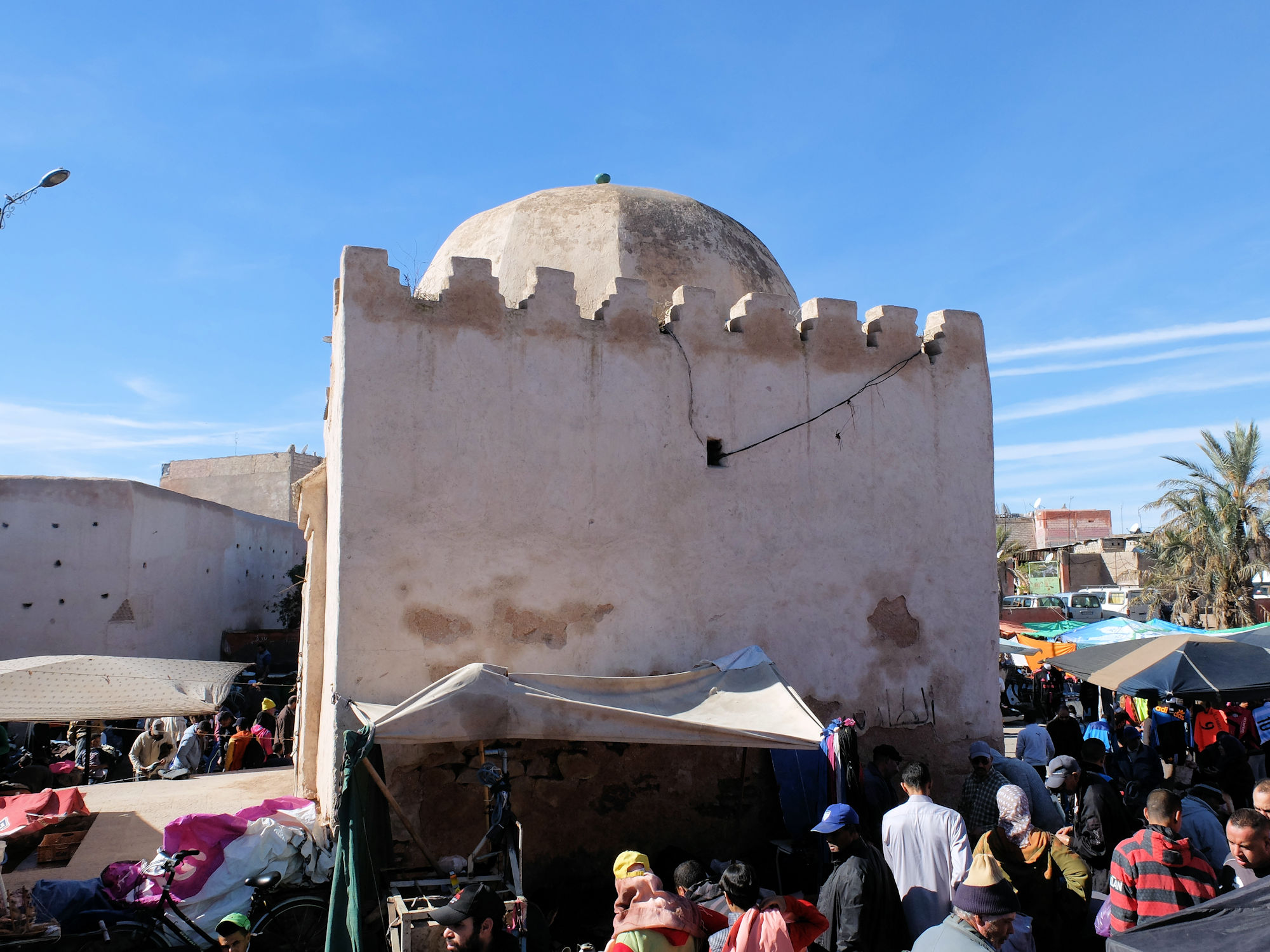
La tumba del morabito o qubba justo afuera de la puerta.